# RAF Fairford

i7
i11
i13
Die Royal Air Force Station Fairford (IATA-Code: FFD, ICAO-Code: EGVA), kurz RAF Fairford, ist eine britische Luftwaffenbasis der Royal Air Force (RAF) in Gloucestershire (England), die von der United States Air Forces in Europe (USAFE) genutzt wird. Die Basis liegt etwa 25 km nördlich von Swindon.

## Geschichte

### Zweiter Weltkrieg
RAF Fairford wurde 1943 als provisorischer Stützpunkt für die US Army Air Force während des Zweiten Weltkrieges in Betrieb genommen. Dort wurde ein Kriegslazarett für verwundete amerikanische Soldaten und Piloten eingerichtet. Anfang 1944 wurde der Flugplatz ausgebaut, um die Invasion in der Normandie zu unterstützen.

### RAF Fairford 1945–1964
Im Jahr 1948 zog die USAF von der Basis ab, da sie den Anforderungen neuer Flugzeugtypen nicht mehr gerecht wurde. Im Jahr 1950 kehrte sie jedoch auf den Stützpunkt zurück und begann mit einer grundlegenden Modernisierung. In den folgenden Jahren wurden jeweils kleine Bombergruppen in Fairford stationiert, die jedoch meist nur für wenige Monate blieben. Im Jahr 1954 begannen die USA mit der Stationierung von Atomwaffen in Europa und wählten Fairford als einen ihrer primären Bomberstützpunkte. Mehrere Staffeln mit B-47 Bombern wurden daraufhin in Fairford stationiert. Zusätzlich erhielt die Basis bis 1963 KC-97 Tankflugzeuge. Im Jahr 1964 wurden dann jedoch überraschend sämtliche Einheiten aus Fairford abgezogen, da das Pentagon sich für RAF Mildenhall als zentralen Stützpunkt entschieden hatte. Am 1. Juni 1964 wurde die Basis offiziell an die Royal Air Force (RAF) übergeben.

### RAF Fairford 1964–1989
Auch nach der Übernahme durch die Royal Air Force (RAF) war für die Station keine gesicherte Zukunft in Sicht. Die RAF nutzte den Stützpunkt anfangs zu Trainingszwecken für Kampfpiloten, von 1965 bis 1966 dann als Basis der Kunstflugstaffel Red Arrows. Von 1966 bis 1969 diente Fairford als Stützpunkt für verschiedene Arten von Transportflugzeugen, darunter die ersten C-130 Hercules, die jedoch bald nach Lyneham abgezogen wurden. In das Blickfeld der Öffentlichkeit kam Fairford erst im Frühjahr 1969. Die Basis war als Testzentrum für den Prototyp der Concorde ausgewählt worden. Am 9. April absolvierte die Concorde ihren ersten Flug von Filton bei Bristol nach Fairford, wo umfangreiche Test durchgeführt wurden, darunter der erste Überschallflug. Die Basis wurde noch bis 1978 von der Concorde als Testzentrum genutzt. 1973 waren für einige Monate mehrere Vulcan-Bomber in Fairford stationiert.
1978 zeigte die USAF erneut Interesse an der Basis. RAF und USAF schlossen daraufhin einen Nutzungsvertrag der bis heute Bestand hat. Die Basis blieb demzufolge unter britischer Kontrolle, durfte jedoch uneingeschränkt von den USA genutzt werden. Noch im selben Jahr wurden die ersten KC-135 Tankflugzeuge in Fairford stationiert. Dies sollte nun bis zum Ende des Kalten Krieges die neue Aufgabe des Stützpunktes werden. Zusätzlich waren nun auch strategische Bomber wie die B-52 regelmäßig auf dem Stützpunkt zu Gast. Gemeinsam mit den britischen Tankflugzeugen aus RAF Brize Norton war Fairford bis 1989 für die Luftbetankung amerikanischer Flugzeuge über Europa zuständig.

### RAF Fairford seit 1990
Mit dem Ende des Kalten Krieges wurden die gewaltigen Tankerkapazitäten nicht mehr benötigt. Die wenigen noch benötigten Tankflugzeuge wurden nach Brize Norton verlegt. Bereits 1991 kristallisierte sich die neue Aufgabe für Fairford heraus. Während des Zweiten Golfkrieges flogen B-52-Bomber Dutzende Einsätze gegen den Irak. Seitdem dient die Air Base als Stützpunkt für amerikanische Langstreckenbomber in Europa. Von 2000 bis 2002 fand eine weitreichende Modernisierung der Basis statt, die größtenteils von der NATO finanziert wurde. Nahezu alle Arten von Flugzeugen der USAF nutzen die Basis heute, vorwiegend zu Trainingszwecken.  Nach dem derzeitigen US-Stationierungskonzept ist der Stützpunkt eine Forward Operating Site. Die Basis ist außerdem ein Ausweichflughafen für den Luftwaffenstützpunkt RAF Brize Norton.
2009 gab das US-Militär bekannt, bis September 2010 sämtliche Einheiten aus Fairford abzuziehen und die Basis wieder in die alleinige Zuständigkeit der Royal Air Force zu übergeben. Die USAF hat ihr gesamtes militärisches Personal aus Fairford abgezogen. Der Stützpunkt wird nun nur noch von ein paar Dutzend Zivilangestellten instand gehalten, um im Bedarfsfall innerhalb von 48 Stunden wieder in Betrieb genommen werden zu können. Ab 2023 sollte Fairford nach Schließung von RAF Mildenhall vorgeschobene Operationsbasis der 95th Reconnaissance Squadron und 488th Intelligence Squadron des 55. Geschwaders in Offutt werden.
Im Zusammenhang mit dem Russischen Überfall auf die Ukraine 2022 starteten B-52H-Bomber zu Übungsflügen von Fairford über verschiedenen NATO-Mitgliedstaaten und der Ostflanke des Bündnisses.

## Ausstattung
Fairford verfügt über eine 3046 m lange und 55 m breite Start- und Landebahn in Ost-West-Richtung. Zwei weitere Bahnen mit 1750 m und 1150 m Länge, die jeweils in einem Winkel von 45° zur Hauptbahn angeordnet sind, werden nur noch als Rollbahnen genutzt. Südlich der Hauptbahn befinden sich der Tower und Abstellplätze für mehrere Dutzend Flugzeuge, die mehrheitlich von B-52 und B-1 Bombern genutzt wurden sowie die der U-2. Nördlich befinden sich Hangaranlagen sowie Unterkünfte für Soldaten.
Da Fairford in erster Linie als Krisenreaktionszentrum dient, sind in Friedenszeiten nur etwa 450 Personen auf der Basis stationiert. Im Fall eines Krieges sind es dann jedoch bis zu 3000. Während der Betriebszeit des Space Shuttle war zusätzlich zum militärischen Personal der RAF und USAF ständig ein Notfallteam der NASA vor Ort, das speziell für die Notlandung eines Spaceshuttles ausgebildet ist, weil der Flugplatz ein möglicher Notlandeplatz im Falle einer außerplanmäßigen Landung war. Diese Einheit war auch auf Notlandungen von zivilen und militärischen Flugzeugen vorbereitet und dementsprechend ausgestattet.

## Royal International Air Tattoo (RIAT)

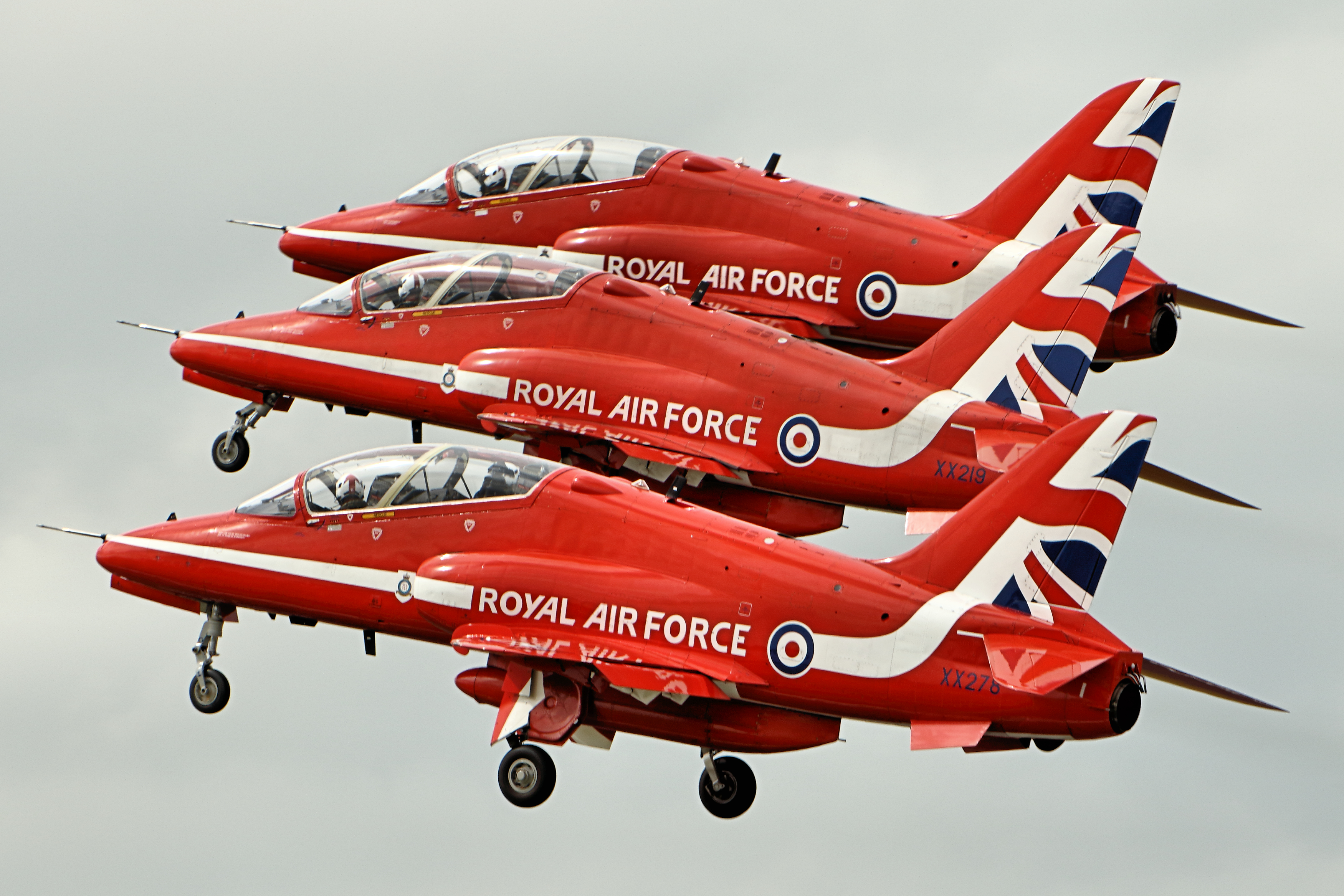
Red Arrows, RIAT 2016

Auf der RAF Station Fairford findet seit 1985 die weltgrößte militärische Flugschau statt, das International Air Tattoo – zunächst alle zwei Jahre, seit 1995 jährlich. 1996 wurde die Flugschau von der Queen geadelt und in Royal International Air Tattoo umbenannt.
Im Mittelpunkt stehen militärische Flugzeuge und Hubschrauber aus der ganzen Welt. Am stärksten vertreten sind traditionell Großbritannien und die USA, die etwa die Hälfte der bis zu 400 Flugzeuge stellen. Im Jahr 2004 besuchten 168.000 Zuschauer die zweitägige Veranstaltung. Im Gegensatz zu der Luftfahrtschau in Farnborough oder der Internationalen Luft- und Raumfahrtausstellung Berlin ist das RIAT nicht kommerziell ausgelegt. Dennoch werden auch hier neben Klassikern wie der Spitfire oder aktuellen Flugzeugen wie dem Harrier-Prototyp und Zukunftsprojekte vorgestellt. Das Highlight bilden etliche Flugvorführungen u. a. von Kunstflugstaffeln wie den Red Arrows. Hierbei gelten hohe Sicherheitsstandards, insbesondere hinsichtlich der Mindestflughöhe während der Vorführungen.

## Trivia
- Die erste Landung eines Flugzeuges in Fairford nach dem Umbau 1950 geschah nur versehentlich. Die Piloten einer C-47 der USAF hatten die Basis Fairford für den eigentlichen Zielflughafen RAF Brize Norton gehalten und ihren Irrtum erst nach der Landung bemerkt.